# De zeemeerman
De zeemeerman is een Nederlandse komische film uit 1996, geregisseerd door Frank Herrebout en geproduceerd door Rob Houwer met Daniël Boissevain in de hoofdrol.
De film werd groot uitgebracht in de bioscoop waar in totaal 21.571 mensen naartoe kwamen, maar was commercieel gezien niet succesvol. In de eerste vier dagen bezochten 12.500 mensen de film en bedroeg de opbrengst 143.183 gulden. In 2003 werd de film door filmliefhebbers in het weekblad Nieuwe Revu uitgeroepen tot de slechtste Nederlandse film van de afgelopen 25 jaar. Op de website www.moviemeter.nl werd De zeemeerman zelfs uitgeroepen tot slechtste film ter wereld.

## Verhaal
Een wetenschappelijk experiment van Professor Swezick waarbij een menselijke eicel in een zeeleeuw wordt geplaatst mislukt. Na negen maanden wordt de geboren jongen uit het water gehaald door twee vissers die hem Tony noemen. Hij groeit op in een weeshuis en op het eerste gezicht lijkt er niets met hem aan de hand; hij draagt echter een verschrikkelijke vislucht met zich mee. Hij probeert van alles maar komt er niet vanaf. Zodra hij achttien is moet hij op eigen benen staan, en hij verliest het ene baantje na het andere. De enige baan die hij kan behouden is als medewerker van een visafslag. Door middel van een luchtverdrijvend middel van Professor Swezick kan Tony niet alleen zijn geur kwijtraken, hij kan er ook onzichtbaar van worden. Hij neemt wraak op zijn vijanden en probeert zijn liefde Julie te veroveren. Langzaamaan wordt hij ook nieuwsgierig naar zijn biologische ouders, waar hij uiteindelijk ook naar op zoek gaat.

## Rolverdeling
| Acteur               | Personage                |
| Hoofdrollen          | Hoofdrollen              |
| -------------------- | ------------------------ |
| Daniël Boissevain    | Tony de Zeemeerman       |
| Gonny Gaakeer        | Julie/Natasja            |
| Jérôme Reehuis       | Professor Swezick        |
| Frans van Deursen    | Gregor                   |
| Bijrollen            |                          |
| Katja Schuurman      | Bea                      |
| Gert-Jan Dröge       | Gerant van visrestaurant |
| Bert André           | Ambtenaar Stoffels       |
| Manuëla Kemp         | Christa                  |
| Ben Cramer           | Bob de Brijn             |
| Serge-Henri Valcke   | Pedro                    |
| Peter Faber          | Simon                    |
| Angelique de Bruijne | Suzy                     |
| Huub Stapel          | Timo Babel               |
| Tjitske Reidinga     | Emily                    |
| Joke Bruijs          | Mevrouw Romijn           |
| Marjolein Sligte     | Wilma                    |
| Romijn Conen         | Wim Evers                |
| Roef Ragas           | Uitsmijter               |
| Edo Brunner          | Fransje                  |
| Roeland Fernhout     | Henk                     |
| Peer Mascini         | Dr. Van Rhijn            |

## Achtergrond
Volgens een gerucht in de Filmkrant zou Jean van de Velde de film gaan regisseren. Antonie Kamerling en Ellen ten Damme stonden lange tijd hoog op de verlanglijst van producent Rob Houwer, maar kregen uiteindelijk, net als Paul de Leeuw, Arjan Ederveen en Tatjana Šimić toch geen rol. De film werd in 1995 opgenomen en zou aanvankelijk op 29 februari 1996 in de bioscopen te zien zijn, maar dit werd verschoven naar 10 oktober, vanwege de uitgelopen montage en geluidsafwerking van de film, die in zijn geheel werd nagesynchroniseerd onder leiding van Arnold Gelderman.
De film betekende het speelfilmdebuut van Katja Schuurman. Zij speelde mee voor het kleine bedrag van 600 gulden.